# Bau (Mönchengladbach)
Bau ist eine Honschaft (Ortsteil) des Stadtteils Rheindahlen-Land im Stadtbezirk West (bis 22. Oktober 2009 Rheindahlen) in Mönchengladbach.

## Geografie
Bau besteht nur aus der gleichnamigen Straße und bildet zusammen mit dem Ortsteil Woof zusammen ein Straßendorf. Es liegt am westlichen Stadtrand von Mönchengladbach zur Stadtgrenze an den Kreis Heinsberg und Wegberg. Rheindahlen, der Hauptort der Honschaft, befindet sich rund zwei Kilometer Luftlinie entfernt in östlicher Richtung. Die Ortschaft ist in Ost-West-Ausdehnung rund 500 Meter lang.

### Nachbargemeinden
| JHQ Rheindahlen | JHQ Rheindahlen                             | Broich    |
| Gatzweiler      | Kompassrose, die auf Nachbargemeinden zeigt | Woof      |
| Eickelnberg     | Ellinghoven zu Wegberg                      | Genhausen |

## Busverbindungen
Über die in Bau gelegene gleichnamige Bushaltestelle Bau der Linien 026 und 027 der NEW AG ist eine Anbindung an den öffentlichen Personennahverkehr gegeben.